# Referéndum sobre la reforma electoral en el Reino Unido de 2011

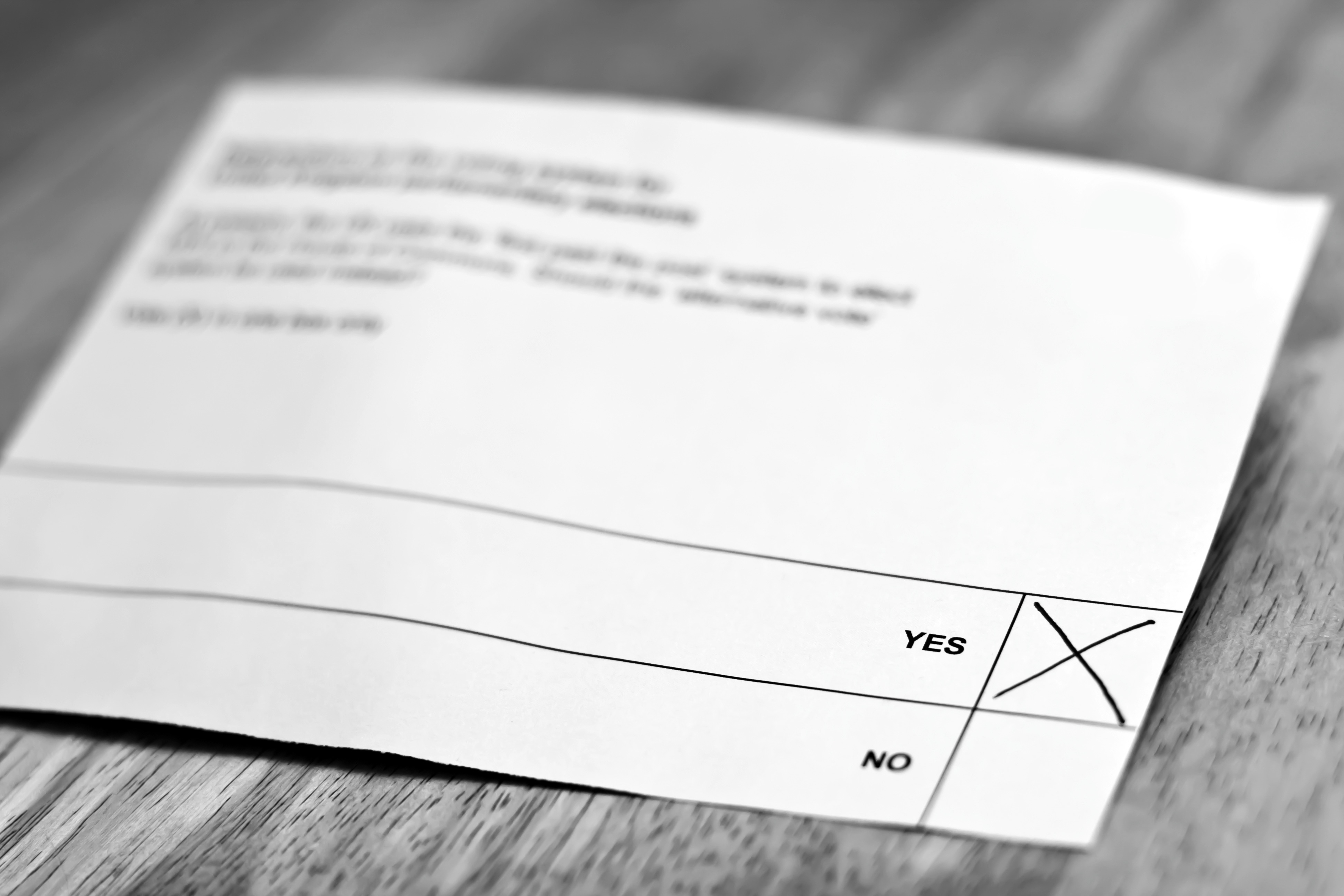
Referéndum sobre la reforma

El Referéndum sobre la reforma electoral en el Reino Unido de 2011 fue un plebiscito convocado por el Parlamento británico. La votación fue celebrada en todo Reino Unido el 5 de mayo de 2011. A los ciudadanos se les preguntó si querían cambiar el sistema electoral vigente en las elecciones generales para elegir a los miembros de la Cámara de los Comunes del Parlamento británico —conocido en inglés como sistema first-past-the-post—, y sustituirlo por el sistema de segunda vuelta instantánea (alternative vote). 
La propuesta de reforma electoral fue rechazada por el electorado.
La participación fue del 42,2 % del censo; el 67,9 % votaron «No», frente a un 32,1% que votaron «Sí».

## Antecedentes de la reforma electoral
En el año 2009 el primer ministro Gordon Brown propuso, dentro de una serie de reformas constitucionales, adoptar el sistema de la segunda vuelta instantánea (alternative vote) para las elecciones generales en el Reino Unido, reemplazando al tradicional sistema mayoritario first-past-the-post para elegir a los miembros de la Cámara de los Comunes del Parlamento británico.
En opinión de los laboristas, el sistema de segunda vuelta instantánea sería «más democrático» que el sistema mayoritario tradicional, al dar más posibilidades de elección a los votantes y otorgar mayor legitimidad a los miembros del Parlamento, que pasarían a ser elegidos por mayorías más amplias (de no menos del 50 % de los votantes). Al mismo tiempo, la reforma preservaría la relación directa entre los electores y sus representantes manteniendo las circunscripciones uninominales. El primer ministro se comprometió a someter a referéndum su propuesta de reforma electoral en 2011, una vez celebradas las siguientes elecciones generales.
Sin embargo, las elecciones generales de 2010 pusieron fin a trece años de gobiernos laboristas (1997-2010). El Partido Conservador, contrario a la reforma electoral, obtuvo el mayor número de escaños en la Cámara de los Comunes, aunque sin alcanzar la mayoría absoluta. En consecuencia, tuvieron que negociar un acuerdo para gobernar en coalición con el Partido Liberal Demócrata, siendo elegido primer ministro el líder conservador David Cameron y vice primer ministro el líder liberal-demócrata Nick Clegg. Una de las condiciones esenciales demandadas por los liberales-demócratas para el pacto era, no obstante, la convocatoria de un referéndum sobre la reforma electoral, cuya fecha de celebración se fijó para el 5 de mayo de 2011.

## Pregunta del referéndum
La pregunta finalmente acordada para la consulta popular fue la siguiente: 
«Actualmente, el Reino Unido usa el sistema "first past the post" para elegir a los miembros de la Cámara de los Comunes. ¿Debería cambiarse por el sistema de "voto alternativo"?».

## Posiciones de los partidos políticos

### Partido Conservador
Los conservadores hicieron campaña por el «No», defendiendo el sistema tradicional por considerar que generalmente produce gobiernos fuertes y estables, preferibles en su opinión a los gobiernos de coalición.

### Partido Liberal-Demócrata
Los liberales-demócratas lideraron la campaña a favor del «Sí», siendo el cambio de la ley electoral una de sus reivindicaciones históricas. En su opinión, el nuevo sistema propuesto sería más justo que el first-past-the-post, al que acusan de dejar muchos votos sin contar y de penalizar a los partidos pequeños.

### Partido Laborista
En cuanto a los laboristas, el partido se mostró dividido: algunos dirigentes optaron por defender el «No» a la reforma, aunque su nuevo líder, Ed Miliband, hizo campaña a favor del «Sí». En su opinión, el cambio del sistema electoral sería positivo para aumentar la rendición de cuentas de los parlamentarios, reducir la desafección hacia la política y mejorar la democracia al promover mayores consensos.